# 전홍종
전홍종(錢弘倧, 928년 ~ 973년)은 오대 십국 시대 오월의 제4대의 국왕이다. 자는 융도(隆道). 시호는 충손왕(忠遜王)이다.

## 생애
947년(천복 12년), 전홍좌(銭弘佐)가 사망하여, 홍좌의 아들이 어렸기 때문에 동생인 전홍종이 왕위를 계승했다. 당시는 요나라의 황제 야율덕광이 후진(後晉)을 멸망시켜, 중원을 점령하고 있어서, 오월도 요나라의 신하로 칭하고 있었지만, 요나라군 철수 후에는 후한의 신하로 청하고 있었다.
전홍좌의 재위 당시에는 그가 어린 이유로 여러 장군들의 전횡이 있었기 때문에, 전홍종이 즉위하여 여러 장군을 억제하는 정책을 실시했다. 그러나 개혁이 성급하게 진행되고, 스스로 지위에 위기감을 안은 내아통군사 호진사(胡進思)등의 반발을 불렀다. 947년(천복 12년) 12월 30일, 그들은 어두운 밤을 이용하여 정변을 일으켜, 전홍종은 연금되어 이복 동생인 전홍숙(錢弘俶)이 옹립하였다. 호진사는 멀지 않아서 병사하였고, 전홍종의 연금상태는 계속된다.
951년(광순 원년), 전홍숙은 동부월주(東府越州)로 옮겨, 그 땅에 궁전을 축조 하여 전홍종을 후대하였다. 973년에 사망했으며, 충손왕(忠遜王)이라는 시호가 주어졌다.

## 가족 관계

### 왕자
- 전곤(錢昆)
- 전역(錢易)
- 전유치(錢惟治) - 양자

## 참고 문헌
- 《십국춘추》(十國春秋)
- 《자치통감》(資治通鑑)
- 《신오대사》(新五代史)

| 전 임 전홍좌 | 제4대 오월의 국왕 947년 | 후 임 전홍숙 |